# Riera de Arenys
Riera de Arenys är ett vattendrag i Spanien. Det ligger i regionen Katalonien, i den östra delen av landet, 500 km öster om huvudstaden Madrid.